# Peter Frigo
Peter Frigo (* 6. September 1963 in Wien) ist ein österreichischer Arzt, Hochschullehrer und Politiker. Er ist Leiter der Hormonambulanz an der Universitätsklinik für Frauenheilkunde des AKH Wien sowie als Abgeordneter im Wiener Landtag und Mitglied des Gemeinderats der Stadt Wien.

## Leben
Im Rahmen seiner Ausbildung promovierte Frigo 1988 an der Universität Wien zum Doktor der Medizin. Anschließend absolvierte er seine Facharztausbildung in Frauenheilkunde und erlangte die Habilitation. Seit 1992 ist er an der Medizinischen Universität Wien beschäftigt, und im Jahr 1998 übernahm er die Funktion des Oberarztes der Abteilung für gynäkologische Endokrinologie und Sterilitätsdiagnostik. Durch den Besuch eines Managementkurses für medizinische Führungskräfte konnte er seine administrativen Kompetenzen weiter ausbauen. 2008 wurde er als allgemein beeidigter und gerichtlich zertifizierter Sachverständiger für Frauenheilkunde und Geburtshilfe anerkannt.

## Politische Positionen
Politisch engagiert sich Frigo als Mitglied der FPÖ und vertritt den Wahlkreis Floridsdorf. Ab dem 25. November 2010 übte er in der 19. Wahlperiode seine politischen Mandate als Abgeordneter im Wiener Landtag sowie als Mitglied des Gemeinderats der Stadt Wien aus. Sein politisches Engagement konzentriert sich vor allem auf gesundheitspolitische Themen. Er setzt sich für die Sicherheit von Patienten und Ärzten ein, möchte den Pflegeberuf aufwerten, die Kinder- und Jugendpsychiatrie verbessern und Präventionsprogramme fördern. Zudem ist ihm der Ausbau des niedergelassenen Bereichs, etwa durch den Stadtarzt, die Erhöhung von Hebammenausbildungsplätzen sowie die Zusammenführung von Kompetenzen am AKH in Kooperation zwischen Bund und Gemeinde wichtig. Weitere politische Initiativen umfassen den Abbau von Akkutbetten durch vermehrte tageschirurgische Eingriffe, den Kampf gegen den E-Card-Missbrauch, die EDV-Vernetzung aller Wiener Spitäler einschließlich des AKH sowie die Sicherstellung der Kostenwahrheit bei der Wiener Gebietskrankenkasse in Bezug auf verrechnungsfreie Leistungen.
Er ist auch in der Standespolitik aktiv. Seit 1999 bekleidet Frigo das Amt des Kammerrats in der Ärztekammer Wien. Zudem fungiert er seit 2007 als Vizepräsident des Verwaltungsausschusses des Wohlfahrtsfonds der Ärztekammer Wien. Zwischen 1999 und 2007 leitete er das Wahlarztreferat und war Mitglied des Umweltreferates. Zusätzlich übt er die Funktion des ärztlichen Leiters des Vereins „Kleine Soziale Netze“ aus.